# Wijkia annamensis
Wijkia annamensis là một loài Rêu trong họ Sematophyllaceae. Loài này được (Broth. ex Thér.) H.A. Crum miêu tả khoa học đầu tiên năm 1971.